# Cathédrale Saint-Pierre-et-Saint-Paul de Saratov
Cette  cathédrale n’est pas la seule cathédrale Saint-Pierre-et-Saint-Paul.
La cathédrale Saint-Pierre-et-Saint-Paul (en russe : Собор Святых Апостолов Петра и Павла) est la cathédrale du diocèse catholique de Saratov, située à Saratov en Russie.

## Historique

### Saint-Clément

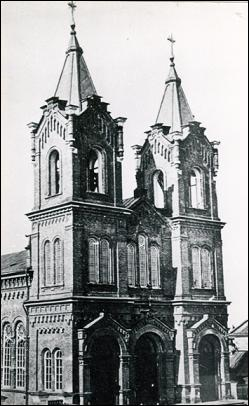
Ancienne procathédrale Saint-Clément de Saratov, aujourd'hui disparue.

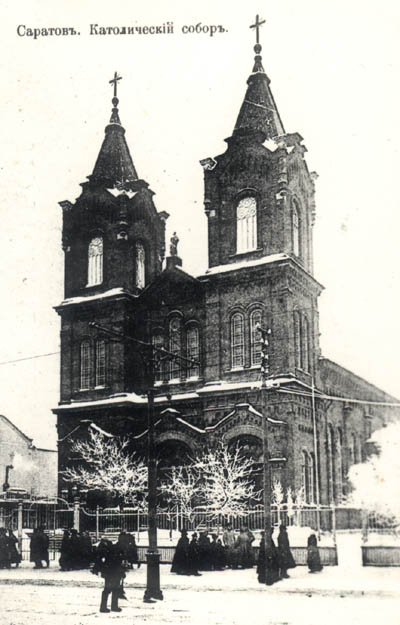
Façade de la procathédrale Saint-Clément vers 1900.

Saratov était depuis le milieu du XIXe siècle le siège de l'évêque de Tiraspol en Russie impériale. Il ne résidait pas à Tiraspol, mais à Saratov et avait juridiction sur le sud de la Russie et la Sibérie. La ville était alors peuplée de fortes minorités de Polonais et d'Allemands de la Volga, ces derniers étant installés dans la région depuis la seconde moitié du XVIIIe siècle. La première église catholique est construite en 1805 dans une bourgade alors en pleine expansion qui attirait des colons de tout l'Empire. L'église est destinée à desservir la communauté allemande qui ouvre également une école paroissiale, puis un lycée catholique de garçons et plus tard un lycée catholique de filles.
Un séminaire catholique pour former des prêtres allemands (ouvert à d'autres nationalités par la suite) ouvre au milieu du XIXe siècle. C'est avec celui de Saint-Pétersbourg l'un des plus importants de la Russie de l'époque, les autres se situant dans des territoires non grands russes de l'Empire (Pologne, Russie blanche, Lituanie, etc.) ; les meilleurs éléments étaient envoyés ensuite à l'Académie impériale de théologie de Saint-Pétersbourg, ou bien étudier en Allemagne ou en Suisse.
La procathédrale est reconstruite en style néoroman germanique en 1873, rue des Allemands (aujourd'hui rue Kirov). Elle est consacrée à saint Clément en 1881. Elle était flanquée de deux hauts clochers et décorée à l'intérieur de fresques et de vitraux. Parmi ses prêtres, on peut distinguer l'abbé Czerwiński qui mourut en martyr de la foi en 1938. Il était au début du XXe siècle secrétaire de Mgr Joseph Aloysius Kessler, dernier évêque de l'époque impériale.
Son curé, l'abbé Augustin Baumtrog, et ses paroissiens les plus actifs sont arrêtés en 1930, parmi eux une Française, Angèle Moulet (ancienne préceptrice avant la Révolution, demeurée en Russie bolchévique comme institutrice de français et de musique à Saratov) qui, comme la majorité de ses personnes, disparaît au goulag. L'édifice est fermé définitivement pendant la terreur stalinienne en 1935. Les tours jumelles sont démolies, l'intérieur est ravagé, puis l'édifice est transformé plus tard en cinéma, fonction qu'il occupe toujours aujourd'hui.
Les Allemands de la Volga sont tous déportés en Sibérie, et plus tard au Kazakhstan. Beaucoup meurent de faim et de froid en route.

### Depuis 1990

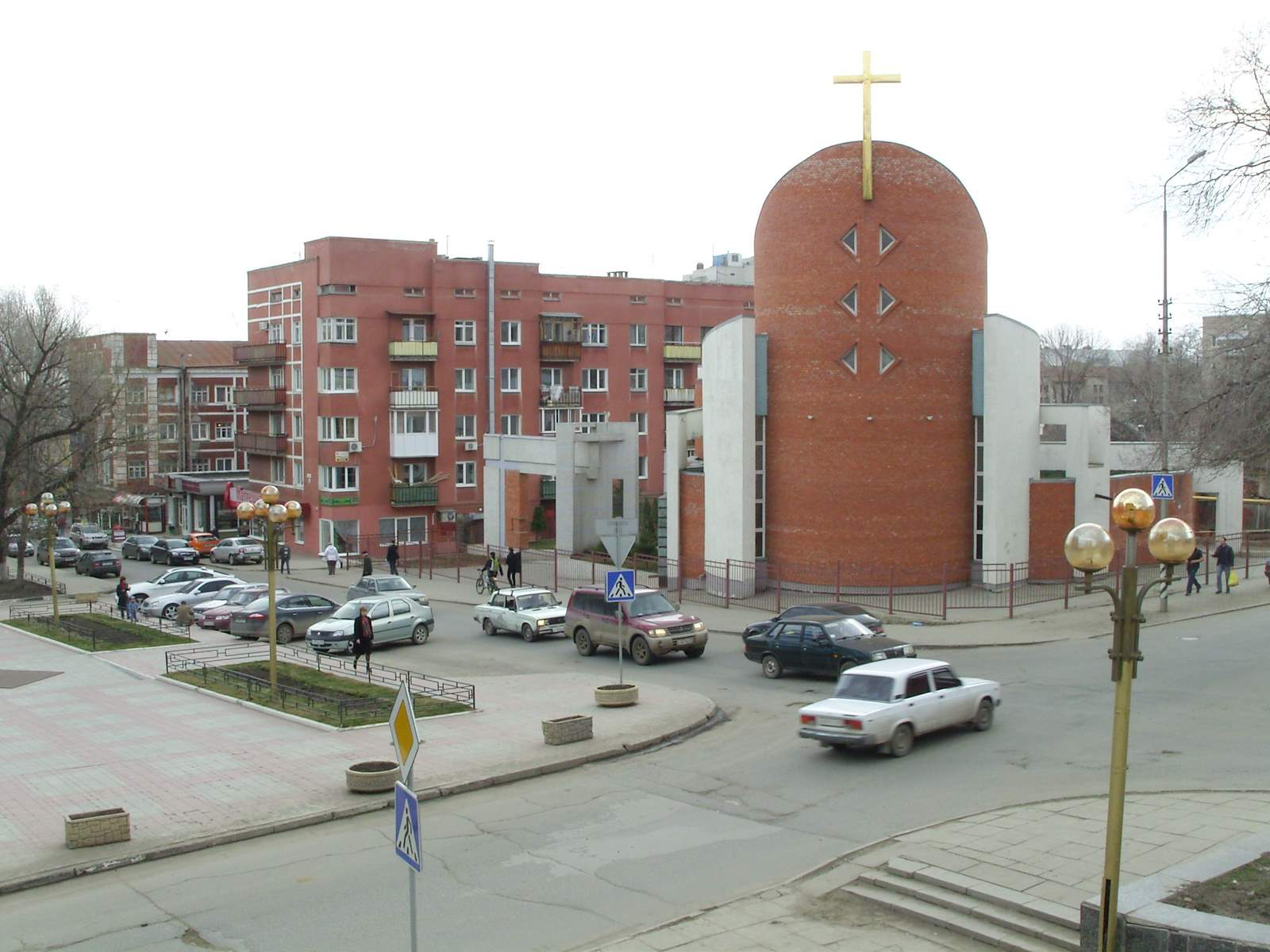
Vue de la cathédrale Saint-Pierre-et-Saint-Paul.

Lorsque des relations normales sont rétablies dans les années 1990 entre l'État et les différentes confessions chrétiennes, la communauté catholique de Saratov — desservie par des prêtres salésiens — reçoit son enregistrement légal en 1994, mais ne peut récupérer l'ancienne procathédrale Saint-Clément. Cependant la municipalité met à sa disposition un terrain et finance en partie la construction d'une chapelle provisoire qui est consacrée à Notre-Dame de Fátima, le 26 novembre 1995, par Mgr Tadeusz Kondrusiewicz (de), administrateur apostolique de Russie.
La nouvelle église est consacrée aux apôtres Pierre et Paul, le 15 octobre 2000, par le nonce apostolique en Russie, Mgr Georg Zur. Son architecture est résolument néomoderne avec une façade en forme de tour à moitié arrondie avec six petites fenêtres triangulaires et surmontée d'une croix latine. Elle est érigée en cathédrale en 2002, devenant le siège du nouveau diocèse de Saratov.
Il n'y a plus qu'environ deux cents pratiquants réguliers à Saratov, presque tous d'origine polonaise ; mais le diocèse regroupe environ trente mille fidèles. Son territoire est aussi grand que l'Allemagne, la France et l'Espagne réunies. Il existe plusieurs communautés religieuses qui aident au service pastoral, dont à Saratov, les Sœurs clarisses missionnaires du Très-Saint-Sacrement.